# 秋葉モモ代
秋葉 モモ代（あきば モモよ、9月5日 - ）は日本の女性声優。主にアダルトゲームに声をあてている。個人サークル「チュロス7」でも活動。

## 出演作品
太字は主役・メインキャラクター

### ゲーム

#### 2002年
- KISS×200 とある分校の話（深海京子）

#### 2003年
- ひ・み・つ（ありさ）

#### 2004年
- Like Life

#### 2005年
- あすか♂ 女装美少年調教シミュレーション（檜山梓絵里）[1]

#### 2006年
- LADY CANDY 〜陵辱紳士アシュラ男爵の罠〜（影村暗子）[2]

#### 2007年
- 智代ファイタープラス（ヤン・ミンミン）[3]
- 黄昏の姉妹、終末のマリアージュ　〜the world of a parakeet cage〜（DJ）[4]
- 挽歌の候、如何お過ごしでしょうか（永川まひる）[5]

#### 2008年
- オトメスマイル -Otome to Egao to Awaikoi-（神谷栄美）[6]
- 義理☆ギリ しすたぁ〜ず（榊しずく）[7]
- ぜったい中出し警報! -中出ししないと人類滅亡!?- （ジョディ･スミス、園崎葵）[8]
- めたもるふぉ〜ぜ 〜変容! 変身!! 大変態っ!?〜（相葉和水、桂知花）[9]
- ももいろ☆ぷらねっと -この惑星の住人はエロすぎて…俺の体はもうもたないッ!!-（ユキノ・ナカイ、ソフィア・ジュー）[10]

#### 2009年
- 肛虐の騎士ミレス -忘却の果て、淫触受胎-（サディン）[11]

#### 2011年
- seal BEST collection2 -エロいっぱいの真心ギフトこれでいつでもH三昧!!-

#### 2013年
- 漂流ハーレム～ADVゲーム無人島に流れた女子達をレイプ（羽村美樹役）